# دان فلين
دان فلين (بالإنجليزية: Dan Flynn)‏ (5 أبريل 1888 - 1946) هو ملاكم أمريكي.

## إحصائيات
خاض خلال مسيرته 92 نزالا، فاز في 26 وتعادل في 8 وخسر في 22. فاز بالضربة القاضية في 6 نزالات.